# صناعة أشباه الموصلات

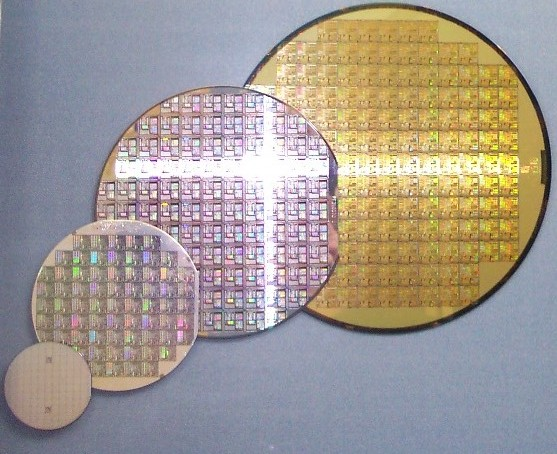
رقائق من 2 بوصة إلى 8 بوصة

صناعة أشباه الموصلات هي فرع من الصناعات الإلكترونية المختصة بتصميم وتصنيع عناصر أشباه الموصلات. تعد هذه الصناعة القوة الدافعة وراء صناعة الإلكترونيات الأوسع نطاقاً.
شهدت هذه الصناعة انطلاقتها في أواخر القرن العشرين، مع اختراع ترانزستور موسفت، والذي اخترعه كل من محمد محمد عطا الله وداون كانغ سنة 1959. بلغ الإيراد السنوي من هذه الصناعة سنة 2018 أكثر من 481 بليون دولار أمريكي.